# Hydrodessus spanus
Hydrodessus spanus är en skalbaggsart som beskrevs av Spangler 1985. Hydrodessus spanus ingår i släktet Hydrodessus och familjen dykare. Inga underarter finns listade i Catalogue of Life.